# Johannes Lauridsen
 Der er flere personer med dette navn, se Johannes Lauridsen (atlet).
Johannes Peter Lauridsen (9. maj 1847 på Grønvang ved Vejen – 20. juni 1920 på Blindekildegaard ved Slagelse) var en dansk erhvervsmand, politiker og direktør i Danmarks Nationalbank.
Lauridsen var søn af gårdejer Peder Lauridsen (1807-1880) og hustru Magdalene f. Andersdatter (1814-1855) og overtog 1877 fædrenegården Grønvang efter at have fået en god landbrugsuddannelse, suppleret med to ophold på Askov Højskole 1865-66 og 1866-67. Senere overtog han også Dalagergaard i Vorbasse Sogn, som han ejede til sin død, og 1901-11 var han endvidere ejer af Skovgaard i Øster Starup Sogn. Han var en dygtig landmand, der drev eng- og dræningsentreprise og anlagde mejeri, men energisk og fremsynet, som han var, blev han tillige foregangsmand i det handels- og industriliv, som efter anlæggelsen af den sydjyske tværbane skabte stationsbyen Vejen. 1878 indledte han cikorietørring og oprettede 1889 Cikoriefabrikken Nørrejylland, som 1902 overgik til De danske Cichoriefabriker. Størst betydning fik Margarinefabrikken Alfa, som han startede 1897, og som blev en af landets største. Han overdrog i 1909 ledelsen af denne til sønnen Olav Vang Lauridsen, men forblev bestyrelsesformand til sin død.
I 1902 oprettede han Banken for Vejen og Omegn, hvor han blev formand i bankrådet, og i 1907 tagpapfabrikken Phønix. Han sad i repræsentantskabet for Forenede sydjydske Telefonselskaber og i forretningsudvalget for Dansk Vind-Elektricitets-Selskab.
Fra 1907 var han valgt til Landstinget for Venstre, hvor han sad indtil 1918, og blev året efter udpeget til landbrugskyndig direktør i Nationalbanken. Han var desuden sognerådsformand og kommunekasserer i Vejen, formand for Demokratisk Forening for Vejen Sogn, Ridder af Dannebrog (1900) og Dannebrogsmand (1908). Som et vidnesbyrd om den anseelse, Lauridsen nød, kan nævnes, at Frederik VIII under sin Jyllandsrejse 1908 overnattede på Grønvang.
Den nationalt og grundtvigiansk sindede Lauridsen var også engageret i den sønderjyske sag, bl.a. som formand for Skibelundforeningen og repræsentant i Hedeselskabet. På hans initiativ blev der i 1920 rejst en Genforeningssten i Skibelund Krat udformet af Niels Hansen Jacobsen. 
Han var gift med Maren Sofie Lauridsen, f. Olsen (1850-1927) fra Slagelse. Parret havde fem børn, bl.a. skuespilleren Magda Vang Lauridsen, Johannes Vang Lauridsen, direktør Olav Vang Lauridsen og Marie Vang Lauridsen (27. februar 1889 – 1979), gift med borgmester Arne Sundbo.
Johannes Lauridsen er begravet i Vejen. Han er portrætteret på et maleri af Knud Larsen 1912 (i familieeje). Buste af Niels Hansen Jacobsen 1917 i gips på Vejen Kunstmuseum og i marmor (tidl. på Alfas fabrik). Bronzebuste af samme 1928 på Banegårdspladsen i Vejen.